# Paraplacodus broilii
Paraplacodus broilii (лат.) — вид вымерших морских пресмыкающихся из отряда плакодонтов, выделяемый в монотипические род Paraplacodus и семейство Paraplacodontidae. Жил в среднетриасовую эпоху. Ископаемые остатки, относимые к виду, найдены на территории Италии и Швейцарии.

## Описание
Paraplacodus broilii был типичным беспанцирным плакодонтом, длиной до 1,5 м. Его зубы уникальным образом приспособлены к питанию моллюсками: три пары выпирающих вперёд зубов в верхней челюсти и две пары в нижней предназначены для захвата их раковин, а ряд плоских зубов — для их раскалывания. Утолщенные ребра обуславливают выражено коробчатую форму тела, почти квадратную в поперечнике. Такое строение помогало животному держаться поблизости ото дна.
Этот вид обитал в неглубоких лагунах древнего океана Тетис.